# اچ‌دی‌ام‌اس ودرن (اف۳۵۹)
اچ‌دی‌ام‌اس ودرن (اف۳۵۹) (به انگلیسی: HDMS Vædderen (F359)) یک کشتی است که طول آن 112.5 m (369 ft) می‌باشد. این کشتی در سال ۱۹۹۰ ساخته شد.